# Протон (штучні супутники)

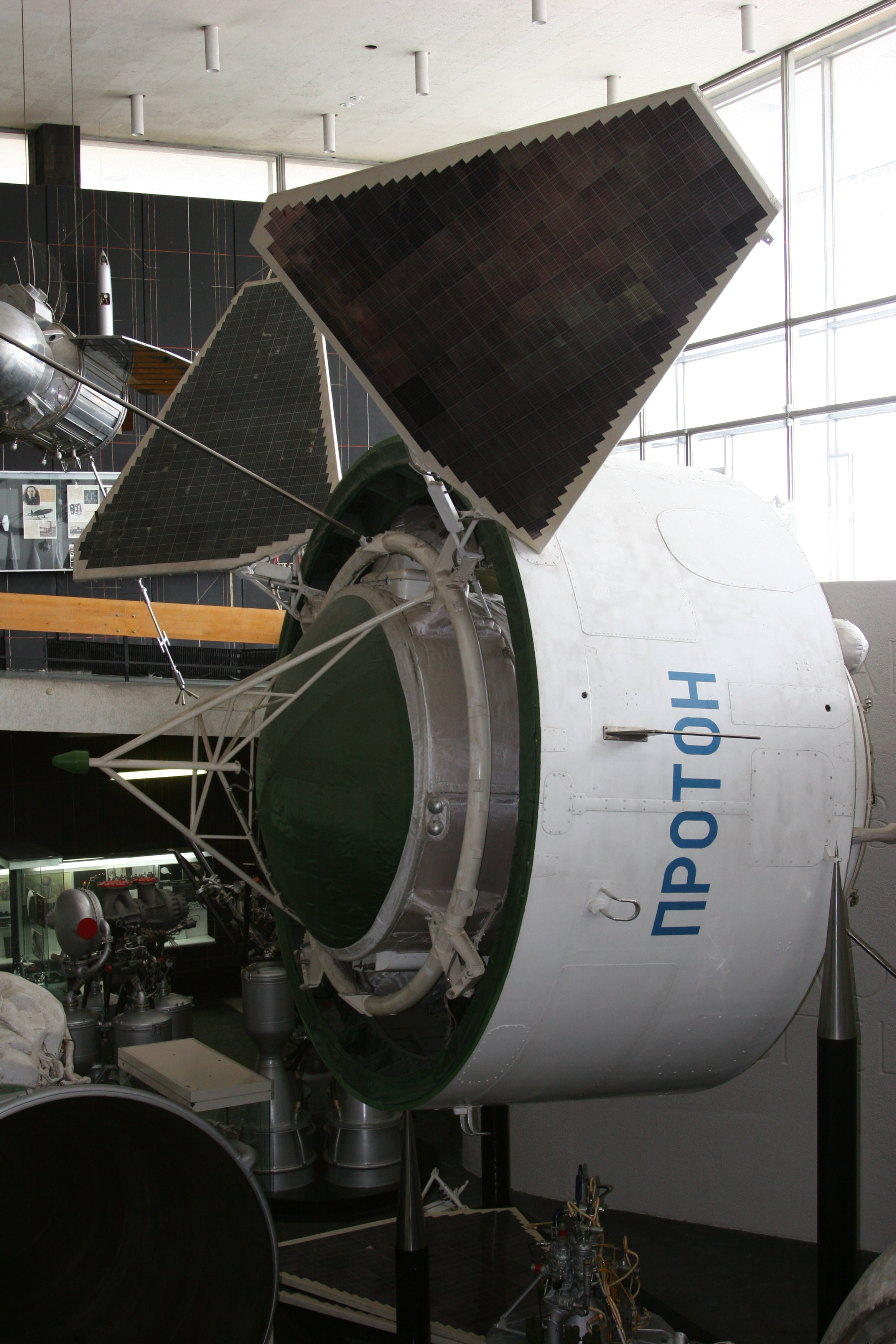
Макет супутника "Протон"

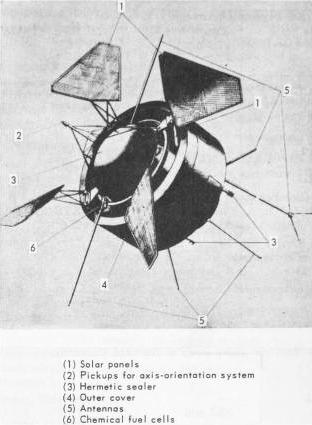
Схема побудови супутника "Протон"

Протон — назва серії радянських важких дослідницьких штучних супутників Землі, призначених для вивчення енергетичного спектра і хімічного складу частинок первинного космічного проміння, а також інтенсивності й енергії спектра гамма-проміння і електронів галактичного походження.
Однотипні космічні апарати «Протон-1» — «Протон-З» виводились на еліптичні орбіти з максимальним віддаленням від Землі (в апогеї) близько 630 кілометрів і мінімальним (у перигеї) — 190 кілометрів. Маса кожного з них разом з обладнанням, розміщеним на останньому ступені ракети-носія, 12,2 тонн. У комплекс наукової апаратури масою 3,5 тонни входив іонізаційний калориметр, призначений для вивчення частинок з енергією до 1013 еВ. «Протон-4» масою близько 17 т (без останнього ступеня ракети-носія) було виведено на орбіту з апогеєм 495 км і перигеєм 255 км.
Протон-4 також вивчав можливі зіткнення частинок космічного випромінювання з ядрами водню, вуглецю та заліза. Було сподівання, що під час цього польоту може бути виявлена фундаментальна частинка, кварк.

## Запуск ракети-носія
Перший запуск ракети-носія "Протон" пройшов не без проблем. Витік у трубопроводі окислювача призвів до розливу тетраоксиду азоту на електричні дроти. Постало питання: продовжити запуск чи припинити? Володимир Челомей вирішив піти вперед, і 16 липня 1965 року перший УР-500 успішно запустив супутник "Протон-1" з космодрому Байконур. У перші години після запуску спеціалісти ОКБ-52 могли приймати лише сигнали, які вказували на те, що супутник «живий». Однак пізніше він працював нормально і протягом 45 днів надавав фізичні дані про космічні частинки надвисокої енергії.
Під час першого запуску ракета називалася "Геркулес" (за іншими джерелами - "Атлантіс"), про що вказує великий символ на обшивці другого ступеня. Однак ця назва не була прийнята.

## Дати запусків Протонів
- Протон-1 — 16 липня 1965
- Протон-2 — 2 листопада 1965
- Протон-3 — 6 липня 1966
- Протон-4 — 16 листопада 1968